# روبرت سومرز بروكينغز
روبرت سومرز بروكينغز (بالإنجليزية: Robert S. Brookings)‏ (22 يناير 1850 في مقاطعة سيسيل، ماريلاند‏ 15 نوفمبر 1932 في واشنطن العاصمة رجل أعمال وفاعل خير أمريكي معروف بعلاقته بجامعة واشنطن في سانت لويس وتأسيسه لمعهد بروكينغز.

## حياته
ولد بروكينغز في ولاية ماريلاند للدكتور ريتشارد وماري إليزا (كارتر) بروكينغز ونشأ في ليتل إيلك كريك في مقاطعة سيسيل، بالقرب من بالتيمور. توفي والده عندما كان روبرت يبلغ عامين فقط.
تخلى بروكينغز عن الدراسة بعد سنة واحد في المدرسة، وحين بلغ سن 17 عام 1867، انتقل إلى سانت لويس بولاية ميسوري للانضمام إلى شقيقه هاري كموظف لدى كوبلس آند مارستون، تجار الجملة للسلع المنزلية، عمل روبرت ككاتب، كما ازدهر عمله كمحاسب. حصل على 25 دولاراً في الشهر ككاتب و 10 دولارات في الشهر كمحاسب. مارس روبرت تقنيات البيع وأقنع رئيسه «صموئيل كوبلس» بمنحه منصب مندوب مبيعات.
تزوج بروكينغز من إيزابيل فالي جانواري (بالإنجليزية: Isabel Valle January) (و.1876-1965).

## مسيرته المهنية
قرر روبرت وشقيقه إنشاء شركتهما الخاصة بعد أربع سنوات من الخبرة في كوبل آند مارستون. وافق «كوبلس» على جعل روبرت شريكاً بدلاً من خسارته له من أجل شركة جديدة بحلول عام 1872 ، أصبح روبرت وهاري بروكينغز شريكين في الشركة، وازدهرت تحت إدارتهما. سافر بروكينغز في رحلة البحث عن الزيائن لصالح الشركة وسيطر كوبلس على تجارة الأدوات الخشبية. أصبح بروكينغز مليونيرا في الوقت الذي كان في الثلاثين من عمره وكان نائب رئيس الشركة.
أحد أعظم الإنجازات التي حققتها شركة بروكينغز هو بناء محطة كوبلس، التي اكتملت في عام 1895. مع ملاحظة أن الشركات كانت تدفع لشحن البضائع من السكك الحديدية في وسط سانت لويس إلى المستودعات على طول النهر، كان لدى بروكينغز فكرة تحديد موقع المستودعات مباشرة على السكك الحديدية، حتى تتمكن القطارات من التحميل والتفريغ داخل المستودعات نفسها. كان لدى محطة كوبلس ثمانية عشر مستودعًا من تصميم المهندسين المعماريين ويليام إيمز وتوماس يونج. في محاولة منفصلة عن كوبلس ومارستون، أحدثت المحطة ثورة في مجال الشحن في سانت لويس وكانت بمثابة نموذج للمدن الأخرى. يتطلب بناء المحطة شراء ثماني كتل من الممتلكات، مما جعل الشركة على وشك الإفلاس. ولن تقوم أي بنوك أمريكية بإقراض بروكينغز، لكن بنكًا بريطانيًا أنقذه بقرض بقيمة 3 ملايين دولار.
عام 1895، قررت شركة بروكينغز، التي أصبحت الآن آمنة مالياً، التركيز على المساعي الخيرية والخيرية. تقاعد بروكينغز من العمل في السادسة والأربعين كان بروكينغز مهتمًا بالتعليم كوسيلة لمساعدة الآخرين. لقد قام بتمويل جامعته الخاصة، لكنه قرر التعامل مع جامعة واشنطن، التي كانت تعاني من ضغوط مالية في ذلك الوقت في نوفمبر 1895، أصبح رئيسًا لمجلس أمناء جامعة واشنطن، وظل في المجلس لبقية حياته وتبرع بأكثر من 5 ملايين دولار (ما يوازي 82 مليون دولار) للمدرسة نقدًا وممتلكات. ساعد بروكينغز في تحويل المدرسة الصغيرة إلى جامعة رائدة ذات أهمية وطنية. كما حصل على تمويل لمائة فدان من شأنه أن يصبح الحرم الجامعي هيلتوب في الجامعة تم تسمية المبنى الإداري للجامعة، قاعة بروكينغز بحلول عام 1899 كان وقف الجامعة مستقراً. كما ساعد أصدقاء بروكينغز، بما في ذلك ويليام كيني بيكسبي، أدولفوس بوش و إدوارد مالينكرود (مؤسس مختبرات مالينكرود) في حملة البناء حيث أن الثلاثة لديهم مباني سميت باسمهم في حرم جامعة واشنطن. قام بروكينغز باستئجار العديد من مباني الجامعة الجديدة لمعرض 1904 العالمي. كما ساعد كلية الطب بالجامعة على اكتساب مكانة بارزة، وأصبح أحد الكليات في البلاد

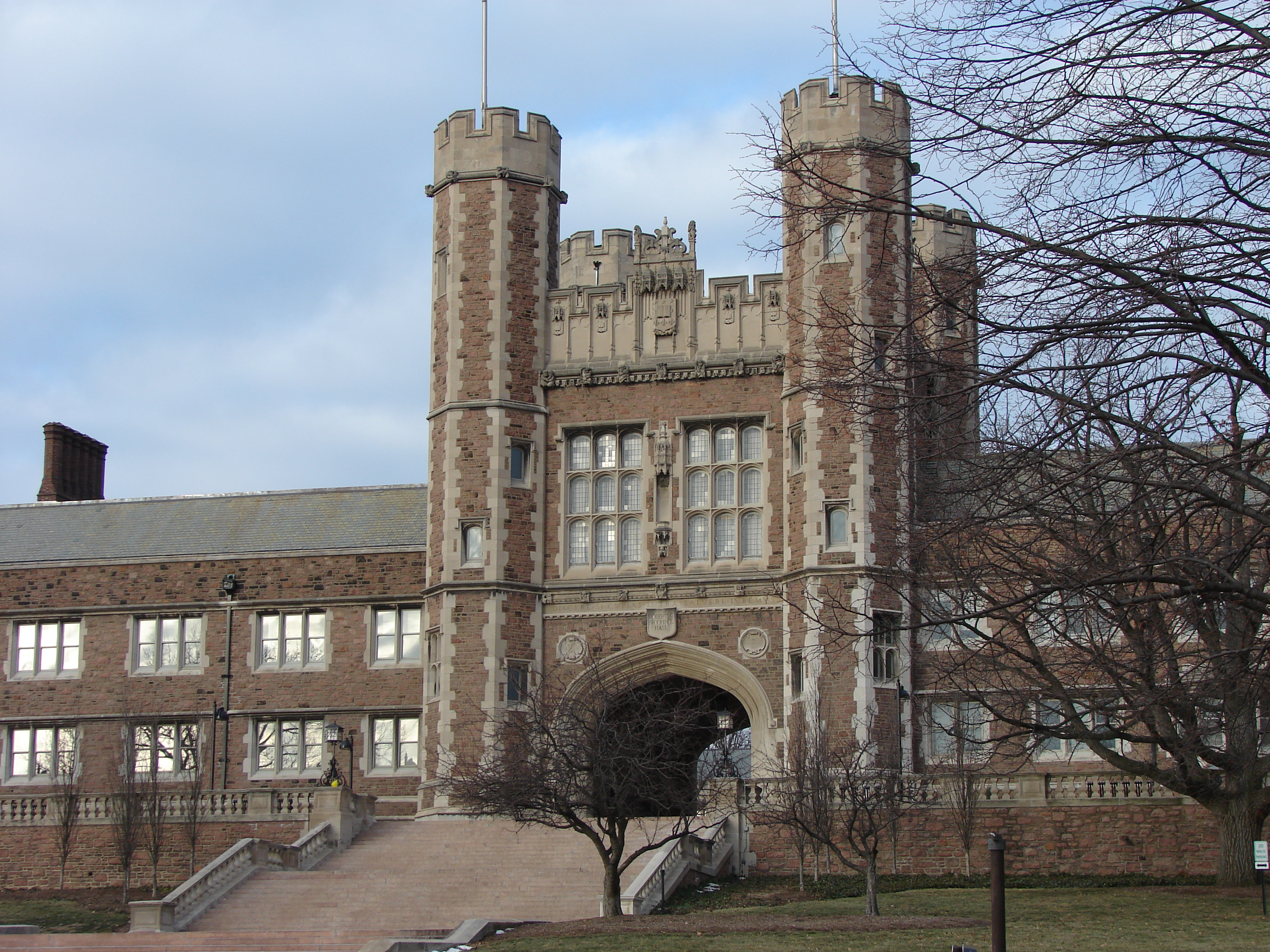
بروكينغز هول في جامعة واشنطن في سانت لويس سميت بروكينغز

عام 1917، عيّن الرئيس وودرو ويلسون بروكينغز في مجلس الصناعات الحربية، وعينه لاحقًا رئيسًا للجنة تحديد الأسعار. في هذا الدور، كان هو الاتصال بين حكومة الولايات المتحدة والعديد من الصناعات المختلفة. كان دور المجلس هو توحيد الجهود لتزويد وتوزيع السلع والمواد الغذائية للجيش حصل بروكينغز على ميدالية الخدمة الأمريكية المتميزة، وسام جوقة الشرف الفرنسي، ووسام إيطاليا عن عمله في زمن الحرب.
في عام 1916، أصبح بروكينغز أول رئيس مجلس إدارة لمعهد البحوث الحكومية، وهي منظمة مستقلة مكرسة للدراسة السياسية. بعد سنوات، حصل بروكينغز على أموال من مؤسسة كارنيجي لإنشاء معهد الاقتصاد. وفي 1928، قدم بروكينغز أمواله الخاصة لبدء مدرسة الدراسات العليا في الاقتصاد والحكومة. هذه المنظمات الثلاث أصبحت فيما بعد معهد بروكينغز في عام 1928. كان لمؤسسة بروكينغز تأثير على الحكومة الفيدرالية بما في ذلك أثناء عملية الموازنة الفيدرالية في العشرينات وقانون الإصلاح الضريبي لعام 1986 لا تزال المؤسسة واحدة من المؤسسات الفكرية الرائدة في الولايات المتحدة، كان تأثير المنظمة كبيرا جدا في عام 1973 حيث أن إدارة الرئيس نيكسون خططت لحلها
كتب بروكينغز ثلاثة كتب: الملكية الصناعية (1925) ، الديمقراطية الاقتصادية (1929) ، والطريق إلى الأمام (1932).
كان بروكينغز حاصلًا على درجة البكالوريوس حتى بلغ السابعة والسبعين. وقام ببناء ثلاثة قصور في سانت لويس وكان لديه أيضا عقار ريفيّ. في عام 1927، هرب مع إيزابيل البالغة من العمر 51 عامًا، مما أثار دهشة أصدقائه. كان كل من بروكينغز وجانواري يعرفان بعضهما البعض لسنوات، وساهمت في بناء كلية الحقوق بجامعة واشنطن وبناء مقر لمعهد بروكينجز.
توفي بروكينغز عام 1932 في واشنطن العاصمة ودفن في مقبرة بيلفونتين في سانت لويس. تكريما له سميت مدينة بروكينغز، ولاية أوريغون باسمه.

## روابط خارجية
- روبرت سومرز بروكينغز على موقع الموسوعة البريطانية (الإنجليزية)
- روبرت سومرز بروكينغز على موقع إن إن دي بي (الإنجليزية)
- سيرة معهد بروكينجز
- ثلاث مقالات عن السيرة الذاتية عن بروكينغز (موقع جامعة سانت لويس)